# Aubenas
 Aubenas  es una población y comuna francesa, en la región de Ródano-Alpes, departamento de Ardèche, en el distrito de Privas y cantón de Aubenas.
En 1963, la ciudad fue laureada con el Premio de Europa, una distinción otorgada anualmente por el Consejo de Europa, desde 1955, a aquellos municipios que hayan hecho notables esfuerzos para promover el ideal de la unidad europea.

## Demografía
| 9235 | 10 763 | 12 050 | 11 543 | 11 105 | 11 018 |
| Para los censos de 1962 a 1999 la población legal corresponde a la población sin duplicidades (Fuente: INSEE [Consultar]) |        |        |        |        |        |